# عقدية طافرة
العقدية الطافرة (باللاتينية: Streptococcus mutans) هي بكتيريا إيجابية الغرام لا هوائية اٍختياريا، تتواجد غالبا في التجويف الفموي للاٍنسان وتعتبر مساهم كبير في تسوس الأسنان. اٍكتشف لأول مرة من قبل كلارك سنة 1924.
يمكن أن تتعايش هذه البكتيريا في الفم جنباً إلى جنب مع البكتيريا التي ترتبط بها ارتباطاً وثيقاً وهي البكتيريا العقديو سوبرينوس، يمكن ان تساهم كلاهما في حدوث أمراض الفم ولذلك فإن التفريق بينهما معملياً ليس امراً ذو أهمية كبيرة، بينما يعد التفريق بينهما للأغراض السريرية غير ضروري حيث يطلق على كليهما اسم المجموعة (موتاناس العقدية). يمكن أيضاً أن يرى تجميع البكتيريا المتماثلة والتي تعيش في بيئات متماثلة في البكتيريا العقدية فيريدانس وهي نوع آخر من أنواع البكتيريا العقدية.

## بيئة البكتيريا
تعيش البكتيريا عادةً وبشكل طبيعي في فم الإنسان، جنباً إلى جنب مع مالا يقل عن 25 نوع آخر من البكتيريا، ويظل تصنيف هذه البكتيريا مؤقتاً.
تقدم مناطق الفم المختلفة بيئات متباينة للبكتيريا، ولكل نوع من هذه البكتيريا خصائص مميزة تجعله يستعمر هذا المكان بالأخص. تعد العقدية الطافرة هي الأكثر انتشاراً بين الحفر والشقوق حيث تشكل 39% من البكتيريا التي تعيش في الفم، وتم العثور على عدد أقل من البكتيريا على السطح الشدقي تتراوح بين (2-9%).
يمكن أن تكون العقدية الطافرة ضارة أو غير ضارة وذلك طبقاً لنوعها، ومع ذلك فإنه تحت ظروف معينة يمكن أن تتحول البكتيريا غير الضارى إلى انتهازية ومسببة للأمراض، تبدأ المرض ثم تدمر الجسد المضيف. يمكن أن تؤدي الاختلالات في الميكروبات إلى حدوث إصابات الفم

## دورها في حدوث الأمراض

### تسوس الأسنان
تقوم سلالات النيسريا بصناعة المستعمرات المبكرة في الأسنان، ثم تليها المكورات العقدية ومنها العقدية الطافرة، ويؤدي نمو هذه الأنواع الرائدة إلى تغير الظروف البيئية في الأسنان (مثل درجة الحموضة، والتراكم، وتوافر المواد المكونة)، مما يمكن الكائنات الأكثر ثباتاً من مواصلة الإستعمار بعدها فيتشكل لويحة الأسنان.
تلعب العقدية الطافرة دوراً هاماً في تسوس الأسنان وذلك جنباً إلى جنب مع العقدية السوربينوية حيث تقوما بتحويل السكروز إلى حمض اللاكتيك وذلك باستخدام إنزيم جلوكان سكروز.
تتسبب البيئة الحمضية التي تطورت بسبب البكتيريا في إضعاف مينا الأسنان وجعلها قابلة للتآكل، كما تعد العقدية الطافرة واحدة من البكتيريا القليلة التي تمتلك مستقبلات خاصة لتحسين التصاقها بسطح الأسنان.
تستخدم العقدية الطافرة السكروز لإنتاج مادة سكرية لزجة معتمدة على الدكستران مما يسمح لها بتلاحم وتشكيل لوح الأسنان.
يعد السكروز هو السكر الوحيد الذي تستخدمه البكتيريا لتشكيل هذه السكريات اللزجة.
وعلى الرغم من ذلك فإنه يمكن هضم السكريات مثل الجلوكوز والفركتوز واللاكتوز، ولكنها تنتج حمض اللاكتيك كناتج نهائي للهضم، فيؤدي المزيج بيم الحمض والبلاك إلى حدوث تسوس الأسنان.
بسبب دور العقدية الطافرة الهام جداً في حدوث تسوس الأسنان قامت العديد من المؤسسات بصنع لقاح خاص، ولكن حتى الآن لم تكن هذه اللقاحات مفيدة مع البشر.
ثم في الآونة الأخيرة تم استخدام البروتينات التي تستخدمها العقدية الطافرة في عملية التسوس لإنتاج الأجسام المضادة.
ويعتقد أن العقدية الطافرة حصلت على الجينات التي تمكنها من إنتاج الأغشية الحيوية التي تمكنها من نقل الجينات الأفقية مع أنواع أخرى من البكتيريا التي تنتج حمض اللاكتيك.